# Weißenberg (Naturschutzgebiet)

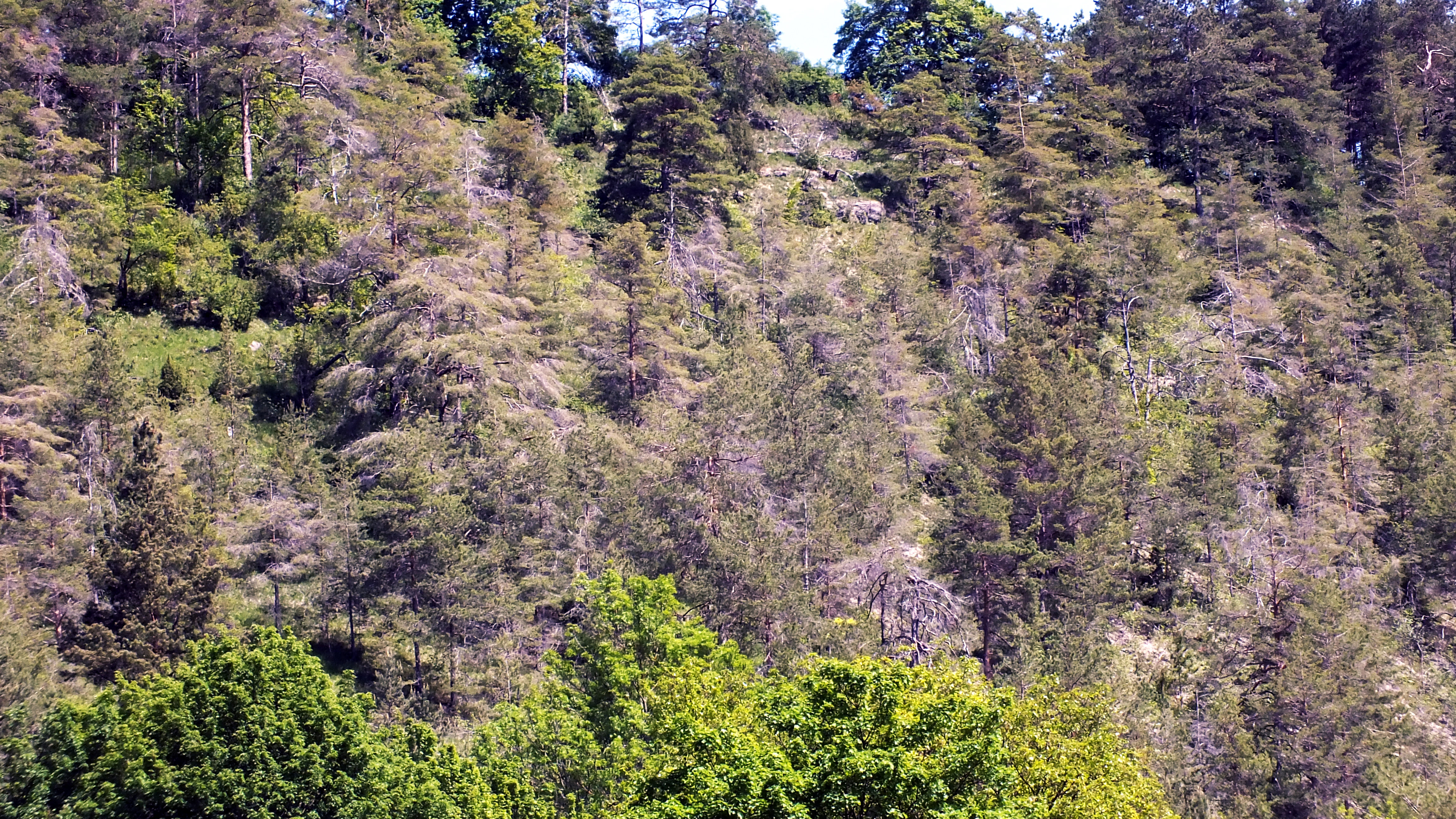
Weißenberg

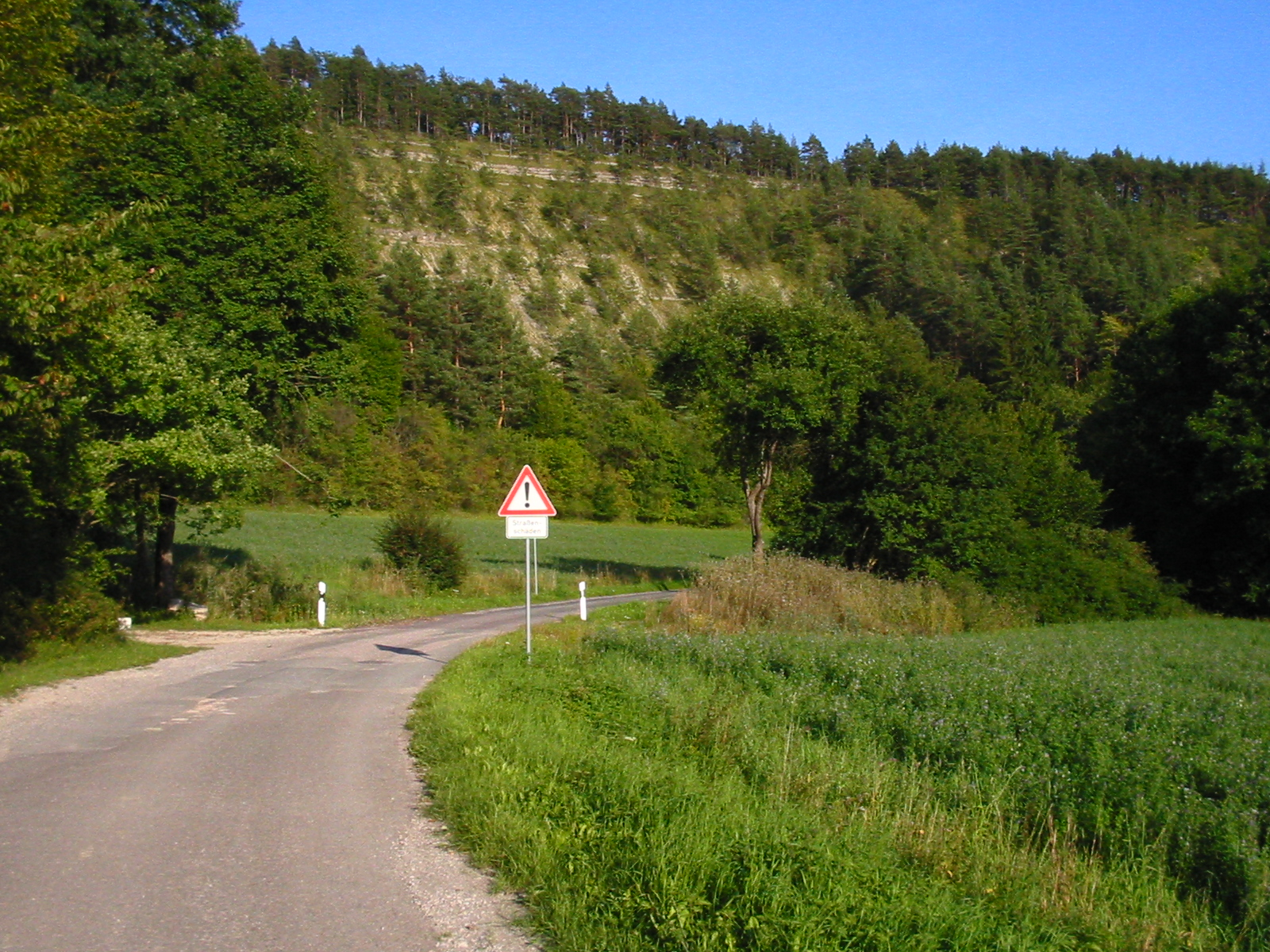
Reinstädter Grund Blick zum Naturschutzgebiet Weißenberg bei Wittersroda

Das Naturschutzgebiet 152 Weißenberg  im Landkreis Weimarer Land nahe Wittersroda, einem Ortsteil von Blankenhain gibt es seit 1967. Es hat die Fläche von 34,8 ha. Es ist bewaldet. Ein Steilhang begrenzt den Weißenberg im Norden.